# Gautieria
Genre
Gautieria est un genre de champignons agaricomycètes de la famille des Gomphaceae. Son nom est dédié à Joseph Gautieri. L'espèce type est Gautieria morchelliformis.

## Description
De forme sphérique ou irrégulière cette fausse truffe est fortement ancrée au sol par des cordons mycéliens. A maturité, l'aspect général est celui d'une morille. Le péridium n'est souvent marqué que sur les jeunes sujets, il est alors blanchâtre cependant chez certaines espèces, il peut être persistant. La gleba est creusée de nombreuses cavités. Une columelle est souvent bien visible chez les jeunes exemplaires. Il y a en général deux basidiospores par baside, faiblement colorées et de grande taille.

## Taxonomie
Le nom correct complet (avec auteur) de ce taxon est Gautieria Vittad., 1831.

### Synonymie
Gautieria a pour synonymes :
- Ciliciocarpus Corda, 1831
- Gautieria Vittad., 1831
- Hydnospongos Wallr. (1839), 1839
- Uslaria Nieuwl., 1916

### Publication originale
- (la) Carlo Vittadini, Monographia Tuberacearum, Ex Typographia F. Rusconi, 1831, 88 p. (lire en ligne)

## Liste d'espèces
Selon MycoBank (26 janvier 2025) :
- Gautieria albida (Massee & Rodway) Zeller & C.W. Dodge, 1934
- Gautieria caudata (Harkn.) Zeller & C.W. Dodge, 1934
- Gautieria chengdensis J.Z. Ying, 1984
- Gautieria chilensis Zeller & C.W. Dodge, 1934
- Gautieria citrina (Vittad.) Bougher & Castellano, 1993
- Gautieria clelandii G. Cunn., 1941
- Gautieria drummondii Cooke
- Gautieria dubia E. Fisch., 1938
- Gautieria fuegiana E. Horak, 1964
- Gautieria gautierioides (Lloyd) Zeller & C.W. Dodge, 1934
- Gautieria graveolens Vittad., 1831
- Gautieria harknessii Zeller & C.W. Dodge, 1934
- Gautieria hubeiensis K. Tao, Chang & Liu, 1996
- Gautieria inapire Palfner & E. Horak, 2001
- Gautieria macrospora G. Cunn., 1935
- Gautieria magnicellaris (Pilát) E.L. Stewart & Trappe, 1992
- Gautieria mexicana (E. Fisch.) Zeller & C.W. Dodge, 1934
- Gautieria microspora Rodway, 1929
- Gautieria monospora G.W. Beaton, Pegler & T.W.K. Young, 1985
- Gautieria monticola Harkn., 1884
- Gautieria morchelliformis Vittad., 1831
- Gautieria morillaeformis Quél., 1886
- Gautieria mucosa (Petri) C.W. Dodge & Zeller, 1934
- Gautieria otthii Trog, 1857
- Gautieria pallida Harkn., 1934
- Gautieria parksiana Zeller & C.W. Dodge, 1922
- Gautieria plumbea Zeller & C.W. Dodge, 1918
- Gautieria pseudovestita Malençon, 1976
- Gautieria queenslandica J.W. Cribb, 1958
- Gautieria retirugosa Th. Fr., 1909
- Gautieria rodwayi (Massee) Zeller & C.W. Dodge, 1934
- Gautieria sect. Gautieria
- Gautieria shennongjiaensis K. Tao, Chang & Liu, 1996
- Gautieria sinensis J.Z. Ying, 1995
- Gautieria tasmanica Rodway, 1929
- Gautieria trabutii (Chatin) Pat., 1897
- Gautieria villosa Quél., 1879
- Gautieria xinjiangensis T. Bau, 2013